# 米克·默伦西普
米克·默伦西普（德語：Mike Möllensiep，1975年11月28日—2019年5月14日），盖尔森基兴人，德国男子足球运动员。青年时期效力于沙尔克04青年队，之后先后进入沙爾克04二隊和沙尔克04足球俱乐部。2019年因癌症逝世。